# The Ultimate Fighter: China
The Ultimate Fighter: China é uma versão internacional do reality show produzido pelo Ultimate Fighting Championship (UFC), The Ultimate Fighter. Essa é a quarta temporada que foi produzida fora dos Estados Unidos e o primeiro a ir ao ar na China.
A temporada foi anunciada oficialmente pelo UFC em Junho de 2013. As seletivas foram feitas em Julho e Agosto de 2013 em Pequim, Singapura e Macau. Foram observados lutadores nas categorias dos penas, leves e meio médios, com mais de 150 candidatos. As divisões dos penas e meio médios foram as usadas no programa. Os 16 lutadores competiram em um torneio de eliminação, com o vencedor das duas divisões coroados na finale, esperada para acontecer em Março de 2014. O americano-vietnamita Cung Le foi escolhido para ser o mentor do programa e treinador chefe. O lutador do UFC Tiequan Zhang e o artista marcial chinês Hailin Ao foram os treinadores da temporada.
Essa temporada irá ao ar na Liaoning Satellite TV e estreou em 7 de Dezembro de 2013.

## Elenco

### Mentor & Treinador Chefe
- Cung Le

### Treinadores
| Team Sky Dragons - Tiquan Zhang, Treinador Principal - Bao Li Gao, Treinador de Trocação - Vince Soberano, Treinador de Muay Thai - Flavio Bueno, Treinador de Jiu Jitsu | Team Flying Lions - Hailin Ao, Treinador Principal (Episódios 1-4) - An Hu, Treinador de Sanda - Marco Machado, Treinador de Jiu Jitsu - Fred Thomassen, Treinador Assistente - Scott Sheeley, Treinador Assistente (Episódios 5-) |

### Lutadores
- Team Sky Dragons[4]
  - Peso Pena: Ning Guangyou, Fu Changxin, Yao Zhikui and He Jianwei
  - Peso Meio Médio: Zhang Lipeng, Cheng Albert, Wu Qize and Li Jinying*

*Li Jinying saiu no episódio 2. Ele vai ser substituído por um lutador ainda não anunciado.
- Team Flying Lions[4]
  - Peso Pena: Yang Jianping, Lee Chunhan, Chong Allen Solomon and Shih Liang.
  - Peso Meio Médio: Wang Sai, Wang Anying, Zhu Qingxiang and Dong Xin.

## Episódios
Haverá um total de 12 episódios transmitidos na Liaoning Satellite TV, para a 1ª Temporada. Cada episódio dura uma hora (incluindo propagandas), com um breve comentário (menos de 10 minutos) seguindo imediatamente após o episódio. TUF: China é esperado para in ao ar aos sábados às 22:00 (horário de Pequim), e a partir de Janeiro de 2014, será transmitido todos sábados e domingos, consecutivamente (também no mesmo horário). A série terminará em 26 de Janeiro de 2014.
Episódio 1: Premiere (7 de Dezembro de 2013)
- O episódio começou com uma explicação sobre o UFC e o Ultimate Fighter (para aqueles que não estão familiarizados).
- Os treinadores entraram no centro de treinamento do Ultimate Fighter; primeiro Tiequan Zhang e então Hailin Ao. Cung aparece e explica os objetivos dessa temporada do Ultimate Fighter.
- Os lutadores verificaram o centro de treinamento por si próprios e começaram a treinar com alguns equipamentos. Os treinadores chegaram e o explicaram o que o UFC é e também lembrá-los de como essa oportunidade é importante para o MMA na China e Ásia.
- Jogos de treinos preliminares foram realizado para testar os pontos fortes e fracos de cada lutador, a fim de determinar as escolhas para as equipes: Team Dragon e Team Lion (liderada por Tiequan Zhang e Hailin Ao, respectivamente).
- Team Dragon e Team Lion então escolheram seus times e Le jogou a moeda. Ao venceu e optou por escolher o primeiro lutador.
- Seleção Peso Pena:

| Treinador | 1ª Escolha    | 2ª Escolha  | 3ª Escolha          | 4ª Escolha |
| --------- | ------------- | ----------- | ------------------- | ---------- |
| Ao        | Yang Jianping | Lee Chunhan | Chong Allen Solomon | Shih Liang |
| Zhang     | Ning Guangyou | Fu Changxin | Yao Zhikui          | He Jianwei |

- Seleção Peso Meio Médio:

| Treinador | 1ª Escolha   | 2ª Escolha   | 3ª Escolha    | 4ª Escolha |
| --------- | ------------ | ------------ | ------------- | ---------- |
| Ao        | Wang Sai     | Wang Anying  | Zhu Qingxiang | Dong Xin   |
| Zhang     | Zhang Lipeng | Cheng Albert | Wu Qize       | Li Jinying |

- Le anunciou que os lutadores receberiam $25,000 pelo Nocaute da Temporada, Finalização da Temporada e Luta da Temporada.
- As equipes visitaram seus vestiários e Le visitou o de ambos para os lembrar de focar no desenvolvimento juntos durante a temporada.

Episódio 2: (14 de Dezembro de 2013)
- Os lutadores da Equipe Lion chegaram na casa e exploraram os diferentes quartos, enquanto eles decidiam qual deviam escolher. Na vã da Equipe Dragon no caminho para a casa, Li Jinying fala sobre ser do fitness e ter começado no MMA após ver lutadores em revistas. Seus companheiros de time disseram a ele que iriam ajudá-lo a se ajustar na vida do MMA. Ele também discutiu o fato de ser a última escolha do time. A Equipe Dragon finalmente chegou na casa e começaram a interagir com os outros lutadores.
- Durante o treino da Equipe Dragon, Li Jinying revela que essa é a primeira vez que ele treina e ele não podia fazer nada além de se defender. De volta à casa ele discute com um companheiro de time que escolheria para lutar com ele e disse que ele devia focar no desenvolvimento de seu jogo e não deixar que os outros saibam suas fraquezas e eles vão tentar evitar sua luta o mais tempo possível.
- Em seu próximo treino, Li continua com problemas com o treino e não é capaz de derrubar ou tomar golpes. Cung Le não está satisfeito com o que ele ve e os treinadores discutem o futuro de Li. Le desafiou-o a ficar e fazer 2 rounds de 3 minutos, mas Li disse que ele não podia fazer isso por causa de seu relacionamento com seus companheiros de equipe. Le disse para escolher um dos técnicos então. Após começar facilmente dominado pelo treinador assistente de Le, Scott Sheeley, Li decide sair. Le disse que essa foi a melhor decisão e eles iriam decidir quem iria substituí-lo.
- A Equipe Lion finalmente começa a treinar e Ao discute o quanto importante é treinar em todos os aspectos e com isso estarão prontos para as lutas. Ele também apresenta sua comissão técnica para o programa.
- Le se encontra com o novo lutador e diz a ele que ele está no programa como substituto. Ele está muito empolgado por estar lá e Zhang o deu as boas vindas.
- A primeira luta foi escolhida por Tiequan Zhang: o membro da Equipe Dragon Zhang Lipeng vs. o membro da Equipe Lion Zhu Qingxiang. Durante a encarada, Zhu empurrou Zhang Lipeng.
- O treinador Tiequan Zhang complementa as habilidades de Zhang Lipeng e compreensão para aprender. Later Zhu confessou que empurrou Zhang L. porque ele se sentiu incomodado com sua encarada.
- Zhang Lipeng disse que ele já treinou com Hailin Ao no passado e ele sente que o treinador realmente quer vê-lo perder. Ele também sobre os erros que cometeu em sua carreira quando era mais novo e que agora ele tem um melhor recorde e técnica.
- O ex-Campeão Peso Leve do UFC Ben Henderson fez uma visita especial e assistiu a luta.
- Zhang Lipeng derrotou Zhu Qingxiang por Finalização (socos) no primeiro round.
- Após a luta Cung Le admitiu que ele estava impressionado com a ação equilibrada, especialmente porque foi a primeira luta da temporada. Ele elogiou a atitude de Zhu e disse que ele poderia ficar bom o treinamento certo.
- Zhang escolheu a luta seguinte: o membro da Equipe Dragon Ning Guangyou vs. o membro da Equipe Lion Shih Liang.

Episódio 3: (21 de Dezembro de 2013)
- Cung Le e os treinadores levaram um pouco de cerveja para os lutadores enquanto eles se reuniram para assistir o UFC 166.
- A escolha da luta no episódio anterior é mostrada novamente e ambos lutadores analisaram o que deveriam fazer para ganhar. Hailin Ao sentiu que essa vai ser uma boa luta, como Shih gosta de trocar golpes e Ning prefere o wrestling. Tiequan Zhang também acha que Ning é um bom lutador e ele é um bom exemplo para o resto da equipe por causa de seus compromissos com os treinos.
- Ben Henderson ajudou a Equipe Dragon com mais treinos de wrestling e elogiou as habilidades de Ning.
- Huang Jianxiang, o apresentador do programa, decidiu fazer uma brincadeira com a Equipe Dragon. Ele fingiu ser o substituto e saudou a Equipe Lion após o treino.
- Ning e seus companheiros de equipe discutiram as habilidades de Shih. Enquanto isso, a Equipe Lion escreveu mensagens de apoio para Shih e o ajudou a lançar uma lanterna Kongming.
- Durante a pesagem Chong chamou He Jianwei.
- O treinador Vince Soberano reveala que Shih foi seu aluno por 3 anos, enquanto Ning é seu estudante há um ano e para ele é difícil assistir a luta por causa de seus sentimentos por ambos lutadores. Ele foi para o vestiário antes da luta e não a assistiu.
- Ning Guangyou derrotou Shih Liang por Nocaute (soco) no segundo round.
- O próximo episódio terá a seguinte luta: o membro da Equipe Dragon Cheng Albert vs. o membro da Equipe Lion Dong Xin.

Episódio 4: (28 de Dezembro de 2013)
- Zhang escolheu a próxima luta: O membro da Equipe Dragon Cheng Albert vs. o membro da Equipe Lion Dong Xin.
- Hailin Ao visitou a casa para dar suporte aos seus lutadores, especialmente Shih Liang, que perdeu sua luta. Ele deu-lhe bolsas de água quente vermelhas para que ele pudesse brincar com os adversários e irritá-los. A cor foi escolhida especificamente por ser a cor da Equipe Dragon.
- Chong Allen Solomon acredita que a Equipe Dragon provavelmente escolheu Dong porque ele não tem habilidades no jiu jitsu para lutar contra Cheng.
- Antes da pesagem a Equipe Lion estava desconfortável com a ausência de Ao. Após a pesagem, Cung Le os levou para seu vestiário e revelou que Ao tinha que deixar o programa devido à problemas pessoais. Portanto, os 3 técnicos assistentes agora são responsáveis por tomar as decisões juntos.
- Dong Xin derrotou Cheng Albert por Nocaute Técnico (socos) no segundo round.

Episódio 5: (4 de Janeiro de 2014)
- Dong Xin entrou no centro de treinamento junto com o treinador Hu An. Cung Le está lá esperando com um médico, quem explica a Dong que os resultados dos seus exames após sua luta revelaram que ele quebrou a mão. Ele será incapaz de continuar a treinar e lutar pelo resto do programa. Seus companheiros de time lhe deu suporte e Le mencionou que ele iria recomendá-lo para lutar na finale. Após Dong sair, Le mencionou que seus assistentes Scott Sheeley iria ajudá-lo com os treinos e iria estar no seu córner. Ele irá apenas trabalhar com eles e não irá interagir com os treinos da Team Sky Dragons.
- Hu escolhe a próxima luta: o membro da Equipe Flying Lions Yang Jian Ping vs. o membro da Equipe Sky Dragons Fu Chang Xin.
- Le recepciona o substituto de Dong para a Equipe Flying Lions. Ele mencionou depois que ele não sabia nada sobre ele e noticiou que ele é um cara muito queto. Não foi revelado se ele iria entrar direto nas semifinais ou se ele teria que lutar antes.
- Fu mencionou que ele esperava enfrentar Yang por causa da grande de Yang como lutador, enquanto Yang mencionou que ele esperava enfrentar Fu porque ele não é um lutador forte. Ele também disse que ele admirava a coragem de Fu durante a escolha da luta, porque ele levantou a mão para escolherem ele para lutar.
- A Equipe Sky Dragons mostra um bolo especia para celebrar o aniversário de He Jian Wei.
- O ator famoso Daniel Wu fez uma visita especial e assistiu a luta.
- Yang Jian Ping derrotou Fu Chang Xin por Finalização (chave de braço) no primeiro round.

Episódio 6: (5 de Janeiro de 2014)
- Fu Ziyi revela que ele quer enfrentar Wang Sai por causa da fama de Wang no MMA chinês e que ele só quer desafiar a si mesmo. Ele mencionou que estar no octagon já vale a pena, mesmo se fosse espancado por Wang.
- Wang Sai disse que ele sabe que o outro time assiste vídeos de lutadores do seu time para descobrir fraquezas, mas ele acredita que ele mal tem pontos fracos e será difícil pra eles descobri-los.
- Fu mencionou que ele nunca recebeu essa quantidade de treino profissional desde que ele tinha 20 ano de idade (Ele tem 35 agora). Mais tarde, algumas cenas revelam que ele já estava cortando peso para a próxima luta que não havia nem sido anunciada. Ele disse que esse poderia ser a última chance de sua vida e ele irá lutar, independente de como estiver se sentindo.
- Hu escolhe a próxima luta: O membro da Equipe Flying Lions Wang Sai vs. o membro da Equipe Sky Dragons Wu Qi Ze. Fu pareceu estar surpreso que ele não havia sido escolhido para lutar. Tiequan Zhang disse que eles estavam preocupados sobre o corte de peso de Fu e o fizeram reduzir o peso por isso. Ele também disse que ele estava surpreso com a escolha da luta.
- Wang decide brincar com os outros lutadores, vestindo uma camisa vermelha e fingiu que estava lutando com seus próprios companheiros de equipe na casa. Alguns dos outros lutadores acham que seu companheiro as vezes é irritante.
- Wu revelou que ele já enfrentou Wang no passado e o que seu oponente não sabia é que ele se exerceu muito desde então e fez um grande progresso. Ele disse que ele está relaxado e que a pressão é sobre Wang por ser mais famoso que ele.
- A Equipe Flying Lions fez uma brincadeira no vestiário da Equipe Sky Dragons com balões cor de rosa e outros objetos rosa.
- Wang ouviu falar que as habilidades de Wu são melhores agora do que eram 2 ou 3 anos atrás quando eles treinaram juntos e ele espera que isso seja verdade para ele enfrentar um melhor oponente no octagon e mostrar suas habilidades.
- Wang Sai derrotou Wu Qi Ze por Nocaute Técnico (golpes) no segundo round.
- Os lutadores elogiaram a luta, especialmente o "coração guerreiro" de Wu. Cung Le concorda com eles e também ressalta que essa luta foi um exemplo das coisas que os lutadores estão aprendendo na casa.

Episódio 7: (11 de Janeiro de 2014)
- Cung Le convoca uma reunião com os dois times para revelar que ele foi informado que alguém da Equipe Flying Lions foi ao hotel antigo para pegar um pacote. Ele pergunta se a pessoa que fez isso iria revelar para o resto do elenco. Wang Sai revela que ele foi até lá para pegar sua sports drink. Le diz que é preciso dar um passo à frente e admitir, mas isso não é tudo que ele sabe. Ele mostra um iPhone e pergunta quem é o dono. Yang Jian Ping levanta sua mão. Durante um confessionário, Yang diz que é difícil ficar longo de tudo e ele trouxe o telefone para que pudesse ter contato com o mundo exterior. Ele admitiu que era sua culpa, porque ele assinou um acordo de confidencialidade antes de entrar na casa. De volta ao momento atual, Le diz que é preciso uma punição pela situação e então mudou a escolha da luta para a Equipe Sky Dragons.
- Shih Liang revela que foi Allen Chong que disse a alguém do outro time sobre esse segredo e então essa pessoa contou isso a um dos técnicos, a quem informou Le do fato. No vestiário, o time estava discutindo sobre manter seus segredos para si mesmo e Chong sente que estão culpando ele pelo incidente. Ele respondeu durante o confessionário que ele está só jogando pelas regras, enquanto outras pessoas não estão.
- Os companheiros de equipe de Wu Qi Ze o levantaram quando ele voltou a casa. Ele disse que isso mostra que eles são realmente uma equipe e todos os seus companheiros de equipe o parabenizaram pela sua performance na luta. Wang Sai também foi comprimentá-lo.
- Zhang escolhe a primeira luta: o membro da Equipe Sky Dragons Yao Zhi Kui vs. o membro da equipe Flying Lions Allen Chong.
- Chong decide não fazer um treino pesado com os outros lutadores porque ele ainda está com o pescoço machucado e irá lutar em um dia ou dois, então ele prefere treinar levemente.
- Dentro da van, Wang Sai e Yang tem um argumento sobre alguma coisa que Wang fez e Yang não gostou. De volta a casa An Hu tenta falar com os dois e reverter uma má situação.
- Os companheiros de equipe de Chong acham que ele tem uma pequena chance de vencer a luta só porque ele tem um bom jiu jitsu. Depois ele fala um pouco sobre a cultura da Malásia quando ele se trata de combate e luta, quando ele se lembra de sua esposa. Sheeley aceita ficar em seu córner para a luta e ajudá-lo, embora depois ele confessa depois que ele desejava que Chong tivesse treinado mais nos últimos dias, mas ele entende as razões que Chong disse a eles.
- Fu Ziyi menciona que ele está lutando contra o corte de peso e que ele não tem energia suficiente para cortar isso para sua luta em alguns dias. Ele decide continuar tentando após Tiequan Zhang dar a ele um apoio.
- Yao Zhi Kui derrotou Allen Chong por Nocaute (golpes) no primeiro round.

Episódio 8: (12 de Janeiro de 2014)
- Os lutadores da Equipe Sky Dragons teve problemas com a escala de peso e tentou pegar coisas do outro time emprestadas. Após o outro time negar, alguns deles decidiram procurar no vestiário da Equipe Flying Lion. Fu Ziyi conseguiu encontrar a escala de peso do outro time e emprestá-la secretamente.
- Fu ainda está lutando para cortar e peso e pensa em desistir. Cung Le o aconselha a não fazer isso porque seria um problema para sua carreira. Fu decide continuar tentando. Mais tarde, no entanto, Le revela que Fu não foi capaz de bater o peso e o UFC quer que ele seja removido do programa. Eles irão decidir se ele será substituído por um alternado ou por alguém de seu time. Fu se despede de seus companheiros e deixa a casa. Le vai ao vestiário do outro time e dá a notícia a eles. Wang An Ying diz que ele irá lutar com qualquer um, mas acha injusto reduzir o peso e não lutar.
- Le convoca uma reunião no centro de treinamento para anunciar que Wang An Ying irá avançar diretamente para as semifinais e Yong Shun irá enfrentar Albert Cheng pelo lugar de Dong Xin. Wang An Ying se sente bem avançando diretamente para as semifinais, mas sente que pode não ser bom avançar sem ter a experiência de uma primeira luta.
- Yong se sente preocupado por não estar preparado para a luta naquele momento como Wang An Ying já iria lutar. Enquanto isso, Tiequan Zhang decide mostrar o vídeo da namorada de Cheng para ele como motivação especial para sua luta.
- Le traz o peso meio pesado do UFC Alexander Gustafsson para treinar a defesa de quedas da Equipe Flying Lions.
- Albert Cheng derrotou Yong Shun por Finalização (golpes) no segundo round. Durante a luta Yong segurou a grade descaradamente em duas situações e perdeu um ponto.

Episódio 9: (18 de Janeiro de 2014)
- A última luta de penas do primeiro round é anunciada: o membro da Equipe Sky Dragons He Jian Wei vs. o membro da Equipe Flying Lions Rocky Lee.
- Um médico checa a panturrilha de Lee após ele reclamar de dor na área durante os treinos e pensa que pode ter rasgado seu músculo. Ele da a Lee alguns remédios e aconselha colocar um pouco de gelo para curar mais rápido.
- Ambas equipe tem a chance de relaxar e fazer parte de um desafio de boliche com todos os participantes jogando uma rodada de boliche e depois os treinadores para a rodada final. A Equipe Sky Dragons venceu e pune o outro time com a tarefa de andar com uma bola boliche entre suas pernas.
- Após uma seção de sparing com Zhang Li Peng, Cung Le complementa suas habilidades e desejo de aprender, também afirmando que ele é o peso meio médio mais rodado na temporada.
- Rocky Lee derrotou He Jian Wei por Finalização (chave de braço) no primeiro round.

Episódio 10: (19 de Janeiro de 2014)
- Esse episódio foi um resumo de todas as lutas e eventos até o momento.

Episódio 11: (25 de Janeiro de 2014)
- A primeiras lutas das semifinais casadas para ambas categorias foram anunciadas: Wang Sai vs. Wang Anying e Yang Jianping vs. Yao Zhikui. Para a surpresa dos lutadores, o torneio de meio médios irá contar com lutas entre companheiros de equipe.
- Preocupado com uma lesão na mão, Wang Sai prefere evitar uma visita ao hospital, já que poderia ser removido da competição devido a lesão.
- Wang Sai derrotou Wang Anying por Finalização (mata leão) no segundo round.
- Ambos Yang e Yao revelam seus pensamentos um sobre o outro e seus sentimentos em relação a luta importante chegando.
- Yang Jianping derrotou Yao Zhikui por Decisão Unânime em três rounds.

Episódio 12 Final da Temporada: (26 de Janeiro de 2014)
- O desafio dos técnicos apresenta um desafio no estilo de pesca com ambos treinadores vestidos como rikishis. Com a vitória de An Hu, ele recebeu $5,000 e cada lutador de sua equipe ganhou ¥5,000.
- Zhang Lipeng derrotou Albert Cheng por Finalização (kimura) no segundo round.
- Durante a preparação de Ning para sua luta contra Lee, Chan Sung Jung o ajudou com a defesa de quedas.
- Ning Guangyou derrotou Rocky Lee por Nocaute (soco) no segundo round.
- Le e os técnicos celebraram seu tempo juntos no show com um discurso especial e os finalistas tiveram a chance de adicionar sua foto na chave do torneio.

## Chave dos Torneios

### Meio Médios
|  | Round de Eliminação | Round de Eliminação |              |     | Semifinais | Semifinais |  |  | Final | Final |
|  |                     |                     |              |     |            |            |  |  |       |       |
|  |                     |                     |              |     |            |            |  |  |       |       |
|  |                     |                     |              |     |            |            |  |  |       |       |
|  | Wu Qize             | 2                   |              |     |            |            |  |  |       |       |
|  | Wu Qize             | 2                   |              |     |            |            |  |  |       |       |
|  | Wang Sai            | TKO                 |              |     |            |            |  |  |       |       |
|  | Wang Sai            | TKO                 | Wang Sai     | FIN |            |            |  |  |       |       |
|  |                     |                     | Wang Sai     | FIN |            |            |  |  |       |       |
|  |                     | Wang Anying         | 2            |     |            |            |  |  |       |       |
|  | Fu Ziyi             | Wang Anying         | 2            | -   |            |            |  |  |       |       |
|  | Fu Ziyi             |                     |              | -   |            |            |  |  |       |       |
|  | Wang Anying         | BYE                 |              |     |            |            |  |  |       |       |
|  | Wang Anying         | BYE                 | Wang Sai     | 2   |            |            |  |  |       |       |
|  |                     |                     | Wang Sai     | 2   |            |            |  |  |       |       |
|  |                     | Zhang Lipeng        | DD           |     |            |            |  |  |       |       |
|  | Zhang Lipeng        | Zhang Lipeng        | DD           | FIN |            |            |  |  |       |       |
|  | Zhang Lipeng        |                     |              | FIN |            |            |  |  |       |       |
|  | Zhu Qingxiang       | 1                   |              |     |            |            |  |  |       |       |
|  | Zhu Qingxiang       | 1                   | Zhang Lipeng | FIN |            |            |  |  |       |       |
|  |                     |                     | Zhang Lipeng | FIN |            |            |  |  |       |       |
|  |                     | Albert Cheng**      | 2            |     |            |            |  |  |       |       |
|  | Cheng Albert        | Albert Cheng**      | 2            | 2   |            |            |  |  |       |       |
|  | Cheng Albert        |                     |              | 2   |            |            |  |  |       |       |
|  | Dong Xin**          | TKO                 |              |     |            |            |  |  |       |       |
|  | Dong Xin**          | TKO                 |              |     |            |            |  |  |       |       |

*Fu não foi capaz de bater o peso e foi removido do programa. Wang An Ying avançou direto para as semifinais.
**Dong foi substituído por Yong Shun devido a uma lesão. Para decidir quem ficaria com o lugar de Dong nas semifinais, Yong enfrentou Cheng e perdeu por finalização (socos) no segundo round.

### Penas
|  | Round de Eliminação | Round de Eliminação |               |    | Semifinais | Semifinais |  |  | Final | Final |
|  |                     |                     |               |    |            |            |  |  |       |       |
|  |                     |                     |               |    |            |            |  |  |       |       |
|  |                     |                     |               |    |            |            |  |  |       |       |
|  | Fu Chang Xin        | 1                   |               |    |            |            |  |  |       |       |
|  | Fu Chang Xin        | 1                   |               |    |            |            |  |  |       |       |
|  | Yang Jianping       | FIN                 |               |    |            |            |  |  |       |       |
|  | Yang Jianping       | FIN                 | Yang Jianping | DU |            |            |  |  |       |       |
|  |                     |                     | Yang Jianping | DU |            |            |  |  |       |       |
|  |                     | Yao Zhikui          | 3             |    |            |            |  |  |       |       |
|  | Yao Zhikui          | Yao Zhikui          | 3             | KO |            |            |  |  |       |       |
|  | Yao Zhikui          |                     |               | KO |            |            |  |  |       |       |
|  | Allen Chong         | 1                   |               |    |            |            |  |  |       |       |
|  | Allen Chong         | 1                   | Yang Jianping | 3  |            |            |  |  |       |       |
|  |                     |                     | Yang Jianping | 3  |            |            |  |  |       |       |
|  |                     | Ning Guangpyou      | DU            |    |            |            |  |  |       |       |
|  | Ning Guangyou       | Ning Guangpyou      | DU            | KO |            |            |  |  |       |       |
|  | Ning Guangyou       |                     |               | KO |            |            |  |  |       |       |
|  | Shih Liang          | 2                   |               |    |            |            |  |  |       |       |
|  | Shih Liang          | 2                   | Ning Guangyou | KO |            |            |  |  |       |       |
|  |                     |                     | Ning Guangyou | KO |            |            |  |  |       |       |
|  |                     | Rocky Lee           | 2             |    |            |            |  |  |       |       |
|  | He Jian Wei         | Rocky Lee           | 2             | 1  |            |            |  |  |       |       |
|  | He Jian Wei         |                     |               | 1  |            |            |  |  |       |       |
|  | Rocky Lee           | FIN                 |               |    |            |            |  |  |       |       |
|  | Rocky Lee           | FIN                 |               |    |            |            |  |  |       |       |

|       |  | Equipe Dragon       |
|       |  | Equipe Lion         |
| DU    |  | Decisão Unânime     |
| DM    |  | Decisão Majoritária |
| DD    |  | Decisão Dividida    |
| FIN   |  | Finalização         |
| (T)KO |  | Nocaute (Técnico)   |
| BYE   |  | Desistência         |